# Maria Teresa Solanilla Bull
Maria Teresa Solanilla Buil (Laspuña, Huesca, 1955), conocida como Maite Solanilla, es una gestora cultural feminista española, responsable de la sala de exposiciones en el Ayuntamiento de Zaragoza y directora de la Sala Juana Francés de esta ciudad hasta febrero de 2020. 

## Trayectoria profesional
Solanilla es Licenciada en Historia del Arte, Diplomada en Magisterio y Diplomada en Artes, especialidad Diseño Gráfico. Su labor profesional comenzó ejerciendo como Técnica de la Unidad Mujer del Ayuntamiento de Zaragoza y posteriormente pasó a ser directora de la Sala Juana Francés.
La sala Juana Francés comenzó su andadura en abril de 1990, con la inauguración del espacio de la Casa de la Mujer del Ayuntamiento de Zaragoza. Fue el primer espacio expositivo, público, dedicado a visibilizar el trabajo de las artistas. Solanilla fue la responsable de la programación y difusión de este espacio expositivo ubicado en la Casa de la Mujer de Zaragoza, desde su inicio 1990. Además de la programación, realizó el diseño de la imagen pública de dicha institución y de todas las publicaciones realizadas a lo largo de los años en la Sala Juana Francés, así como de la Casa de la Mujer desde abril de 1990 hasta febrero de 2020. Por esta labor le fue otorgado en 2007, junto a Javier Almalé, el Premio de la Sociedad Estatal para el Desarrollo del Diseño y la Innovación del Ministerio de Industria, Turismo y Comercio y el Círculo de Bellas Artes.
Comisariada por Solanilla  la Sala Juana Francés programó muestras de variedad de tendencias artísticas del arte contemporáneo desarrollado en España, potenciando a las mujeres artistas en favor de la igualdad. Desde esta posición, centró sus esfuerzos en recuperar la obra de mujeres artistas con el fin de promocionar y recuperar las obras de muchas que permanecen en el olvido. Esta labor de recuperación no ha excluido que en su programación hayan tenido cabida también artistas emergentes y algunos varones que trabajen sobre la igualdad o el género.
La fotografía fue una parte importante en la programación  expositiva, contando con artistas como Marina Nuñez, Soledad Córdoba, o la artista de Zaragoza, Luisa Rojo fallecida en 2020. Además de la fotografía, las acciones y performances estaban muy presentes en la programación con artistas como Esther Ferrer, Beth Moyses, Las Taradas.
Formó parte de diversos jurados para la concesión de becas para estudios de especialización y de creación artística como las Becas de Artes Visuales, Beca Ramón Acín, Beca Antonio Saura entre otros

## Premios
- Premio de la Sociedad Estatal para el Desarrollo del Diseño y la Innovación del Ministerio de Industria, Turismo y Comercio y el Círculo de Bellas Artes, en 2007.[2][10]

- Premio MAV 2012 otorgado por la Asociación Mujeres en las Artes Visuales MAV a mejor gestora, por su labor de difundir el trabajo de  artistas mujeres dentro del ámbito público.[11] Las otras premiadas MAV 2012 fueronː Premio Artista a Concha Jerez, Premio Teórica a Bea Porqueres y Premio Galerista a Soledad Lorenzo..[11][12][13][14]